# 白老牛肉まつり
白老牛肉祭り（しらおいぎゅうにくまつり）は、北海道白老町の白老川河川敷で開催される牛肉に関連した祭り。毎年6月の第一土曜・日曜に開催。2019年開催時で第30回の節目を迎えた。

## 概要
白老牛の産地で牛肉を焼肉で楽しむイベント。前売りチケット（チケットぴあ経由でも販売）もしくは当日販売で牛肉を購入し、会場内に極めて多数設けられた無料の炭火焼きコンロで焼いて楽しむ。2010年代には、2日間の開催で約5万人を集客する日本屈指の焼肉イベントとなった。2019年の開催時には、白老牛利き肉世界選手権、白老牛部位別オークション、黒毛和牛の丸焼きの販売、牧草投げ大会のほか、ステージイベントが企画された。

## アクセス
道央自動車道白老インターチェンジに隣接した河川敷に駐車場が設営される。白老駅からもシャトルバスが運行。